# Nationaal park Shete Boka

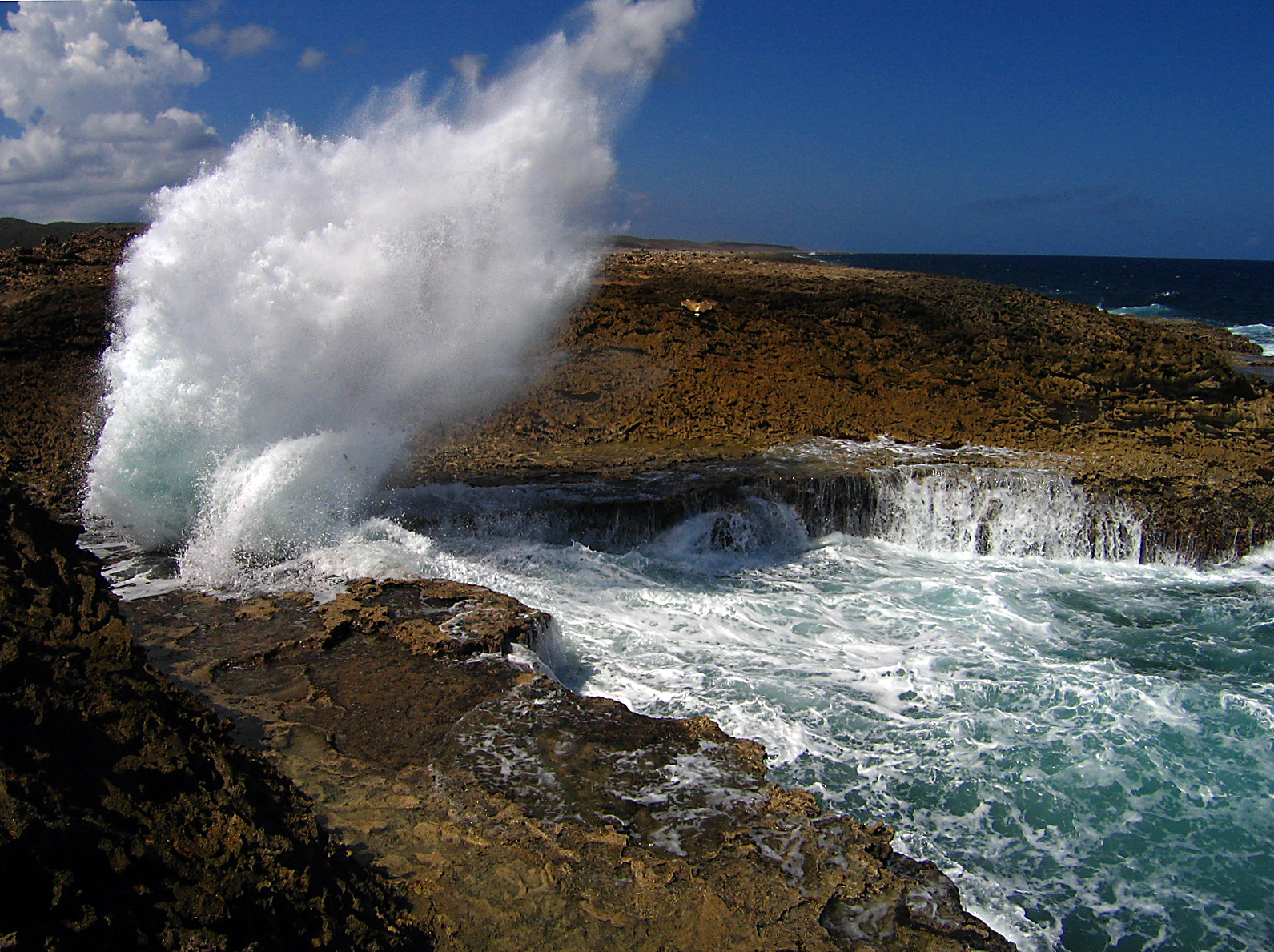
Boka Pistol in het nationale park Shete Boka op Curaçao.

 Het nationale park Shete Boka ('zeven inhammen of baaien') is een natuurgebied in Bandabou, Curaçao. Het park is opgericht in 1994, en beslaat ca. 200 hectare.

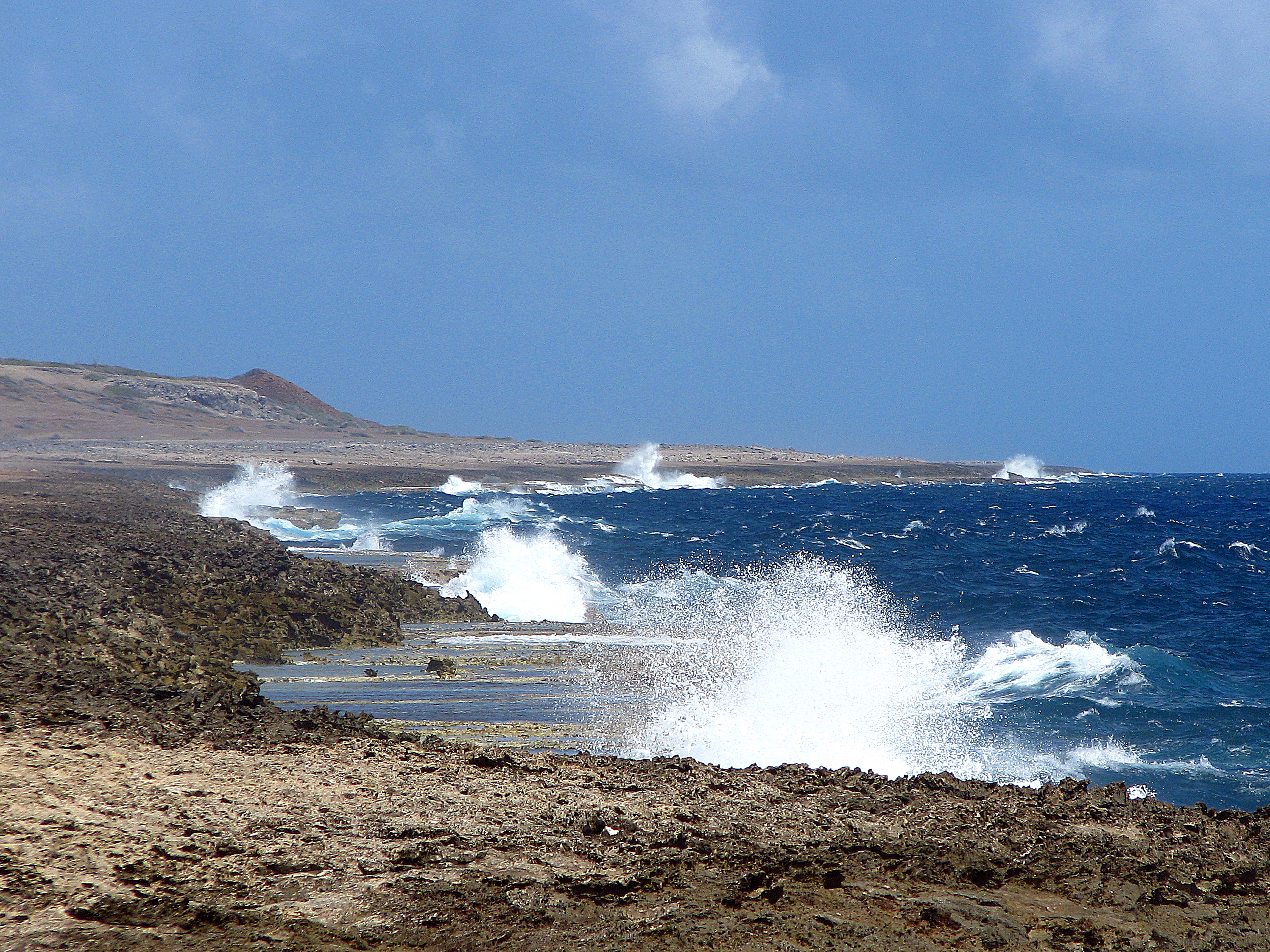
De ruige noordkust van Curaçao in het nationale park Shete Boka.

Het gebied grenst aan het Nationale park Christoffelpark en beslaat meer dan 10 kilometer van de ruige noordkust van het eiland. Er zijn een tiental baaien en inhammen waar drie soorten zeeschildpadden hun eieren leggen. Sedert 1994 zijn de broedplaatsen beschermd gebied en wordt er tijdens het broedseizoen surveillance gehouden.
De bekendste attractie van het gebied is Boka Tabla, een grot die van één zijde vanaf land toegankelijk is, en waar aan de andere zijde de door de noordoost passaat opgestuwde zee naar binnen rolt.
Naast Boka Tabla zijn er nog een zestal baaien en inhammen in het noordwesten van het park: Boka Wandomi met de natuurlijke brug van Curaçao, Boka Kortalein, Boka Plate, Boka Mansalina, Boka Djegu en Dos Boka. Ook deze baaien en inhammen zijn beschermde broedgebieden van zeeschildpadden.
In het noordoosten bevinden zich nog een tweetal baaien: Boka Kalki en Boka Pistol. Boka Kalki is een gedeeltelijk met mangrove overgroeide baai terwijl Boka Pistol een zeer nauwe inham is waar de opgestuwde zee met op pistoolschoten gelijkende explosies tegen de kust slaat.
In 2022 werd het park uitgeroepen tot de beste attractie van het Caribisch Gebied in de jaarlijkse wedstrijd "10 Best Readers Choice Awards" van USA Today.